# Heilig Hartbeeld (Zoeterwoude-Rijndijk)
Het Heilig Hartbeeld is een standbeeld in de Nederlandse buurtschap Zoeterwoude-Rijndijk, onder Zoeterwoude, in de provincie Zuid-Holland.

## Achtergrond
Het Heilig Hartbeeld werd gemaakt door de Haagse beeldhouwer Joseph Timmermans. Het werd geplaatst tussen de pastorie en de 19e-eeuwse Goede Herderkerk, ook bekend als Meerburgkerk, aan de Hoge Rijndijk.

## Beschrijving
Het beeld toont een staande Christusfiguur, gekleed in een lang, gedrapeerd gewaad. Hij wijst met de wijs- en middelvinger van zijn rechterhand naar het Heilig Hart op zijn borst, dat lijkt te worden ondersteund door de linkerhand. Het is gesigneerd met: Timmermans Den Haag.
Aan de voorzijde van de sokkel staat: 

KONING CHRISTUS
ZEGEN ONS